# Cima (eiland)
Cima (Portugees: Ilhéu de Cima, Crioulo: Djeu di Sima) is een klein, onbewoond eiland van Kaapverdië. Het hoort bij de geografische regio Ilhas de Sotavento. Het eilandje vormt de Rombo-eilanden samen met het eiland Grande en een paar andere eilandjes.
Cima ligt ten noorden van het eiland Brava, en hoort ook bij deze gemeente. De lengte is 600 naar 800 meter van zuidwest naar noordoost en de breedte is 200 tot 300 meter van oost naar west. Het eilandje heeft een baai aan de noordoostelijke kant.
Het eilandje bevat droge graslanden en rotsachtige kusten.
Twee eilandjes liggen in het westen (Ilhéu do Rei un Baixa en Boca de Porto) en twee andere eilandjes ten noordoosten (Baixo Cabeçon en Baixo Dánel). Andere nabijgelegen eilandjes zijn Ilhéu Luíz Carneiro en Ilhéu Sapado.